# ライク (企業)
ライク株式会社（英: LIKE, Inc.）は、グループで子育て支援サービス、総合人材サービス、介護関連サービスを行う会社である。2016年12月1日に社名変更。旧社名はジェイコムホールディングス株式会社。

## 概要
携帯電話販売店への派遣から人材派遣業に参入したため、携帯電話業界向けの割合が高い。ジェイコム株大量誤発注事件に巻き込まれた会社としても知られる。ケーブルテレビ事業のJ:COM（ジェイコム）とは無関係である。2016年12月1日に現社名に変更。同時に子会社であるジェイコム株式会社はライクスタッフィングに社名変更した。
グループとして子育て支援サービスを行うライクキッズ、総合人材サービスを行うライクスタッフィング、介護関連サービスを行うライクケアがある。

## 沿革
- 1993年（平成5年）9月 - 株式会社パワーズインターナショナルとして設立。
- 1996年（平成8年）11月 - ジェイコム株式会社に変更。
- 1998年（平成10年）10月 - 総合人材サービス事業を開始。
- 1999年（平成11年）5月 - 一般労働者派遣事業の許可を取得。
- 2005年（平成17年）12月 - 東京証券取引所マザーズ市場に上場。
- 2007年（平成19年）2月 - 東京証券取引所第1部へ市場変更。
- 2009年（平成21年）12月 - 持株会社体制へ移行し、社名をジェイコムホールディングス株式会社に変更。株式会社サクセスアカデミー（後のサクセスホールディングス→ライクキッズネクスト→現・ライクキッズ）を持分法適用関連会社化。
- 2010年（平成22年）
  - 2月 - 株式会社テー・オー・ダブリューと資本・業務提携。
  - 6月 - 主要子会社ジェイコム株式会社にて東京・大阪の両本社体制へ移行。
- 2011年（平成23年）9月 - 株式会社アイ・エフ・シーを非連結子会社化。
- 2012年（平成24年）8月 - 関連会社であるサクセスホールディングスがJASDAQ市場スタンダードに上場。
- 2013年（平成25年）
  - 4月 - 関連会社であるサクセスホールディングスが東京証券取引所第2部上場。
  - 6月 - 株式会社エースタッフを連結子会社化。
  - 9月 - 株式会社アイ・エフ・シーをジェイコム株式会社へ吸収合併。ACAヘルスケア・再編1号投資事業有限責任組合に出資。
  - 10月 - 株式会社サンライズ・ヴィラ（現・ライクケア）及びジャパンコントラクトフード株式会社を連結子会社化。
- 2014年（平成26年）
  - 4月 - 関連会社であるサクセスホールディングスが東京証券取引所第1部銘柄に指定。
  - 8月 - 東京建物株式会社と業務提携。ジャパンコントラクトフード株式会社の全株式を譲渡。
  - 11月 - 東京本社を渋谷マークシティに移転。
- 2015年（平成27年）
  - 4月 - 株式会社ティーガイアとの共同出資により株式会社キャリアデザイン・アカデミーを設立。
  - 6月 - サクセスホールディングス株式会社を連結子会社化。
- 2016年（平成28年）12月 - ライク株式会社に商号変更。
- 2017年（平成29年）8月 - 子会社のサクセスホールディングスがライクキッズネクスト株式会社に商号変更。
- 2018年（平成30年）6月 - ライクワークス株式会社をライクスタッフィング株式会社より分社化。
- 2019年（令和元年）10月 - 子会社のライクキッズネクスト・ライクケアネクストをライクキッズ株式会社・ライクケア株式会社に商号変更。
- 2020年（令和2年）8月 - 子会社のライクキッズを完全子会社化。
- 2022年（令和4年）
  - 4月 - 東京証券取引所の市場区分見直しに伴い、プライム市場を選択。
  - 6月 - ライクワークスを吸収合併。
  - 7月 ‐ ライクプロダクツを設立。
- 2024年（令和6年）7月 - デジタルディフェンス有限会社を連結子会社化。

## 所在地
支社組織は、現在は子会社のライクスタッフィングの事業所へ移管された。
- 大阪本社（本店） - 大阪市北区角田町8番1号　大阪梅田ツインタワーズ・ノース19階
- 東京本社 - 東京都渋谷区道玄坂一丁目12番1号 渋谷マークシティ ウェスト17階